# Yokosuka
Yokosuka (japanska 横須賀市, Yokosuka-shi) är en japansk hamnstad och örlogsbas, och ligger strategiskt i den sydvästra delen av Tokyobukten.  Yokosuka ligger i Kanagawa prefektur, fick stadsrättigheter 15 februari 1907, och ingår i Tokyos storstadsområde.
Yokosuka har sedan 2001
status som kärnstad (japanska: 中核市?, Chūkakushi) enligt lagen om lokalt självstyre.
Redan före andra världskriget var Yokosuka en av den kejserliga japanska flottans huvudbaser. Efter den japanska kapitulationen 1945 kom Yokosuka att bli en viktig bas för den amerikanska stillahavsflottan och United States Fleet Activities Yokosuka är idag USA:s största och viktigaste örlogsbas utanför moderlandet. Den militära och civila personalen kan uppgå till drygt 20 000 man.

## Galleri

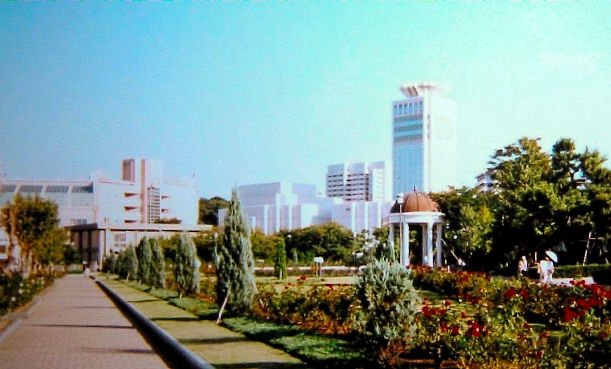
Yokosuka 2004
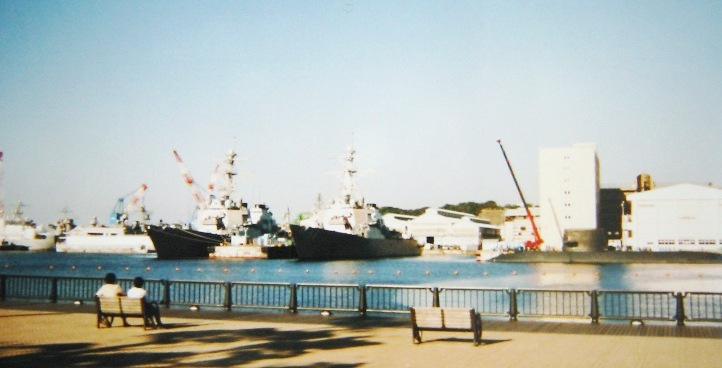
Amerikanska örlogsbasen 2004
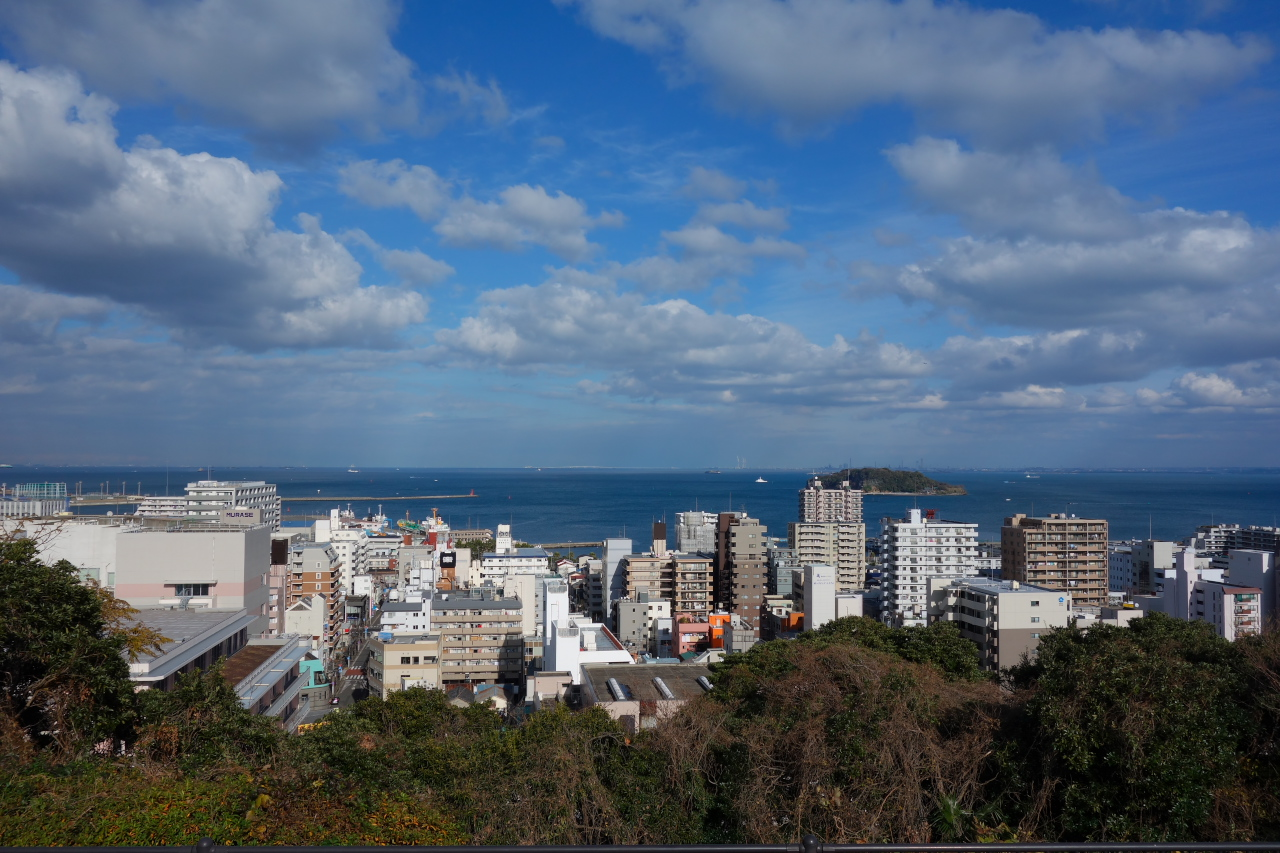
Yokosuka och Tokyobukten